# Ursula Beckert
Ursula Beckert, född 4 januari 1939 i Otvice, är en tysk barnboksförfattare. Hon växte upp i Offenbach am Main i Hessen och utbildade sig till sekreterare i Frankfurt. Hon var verksam som sekreterare mellan 1960 och 1980. 1981 debuterade hon som barnboksförfattare. Beckert har bland annat skrivit ett flertal böcker om Trollet Truls (Muck, der Wichtel) och tusenfotingen Trippeltrappel, som alla illustrerats av Hildrun Covi.

## Bilbiografi i urval[2]
- Das schüchterne Pony
  - 1990: Den blyga ponnyn, ISBN 91-570-0517-6
- Purzel und seine Freundin
  - 1990: Ludde och den vita pudeln, ISBN 91-570-0518-4
- Trippeltrappel, der wahnwitzige Tausendfüssler.
  - 1990: Trippeltrappel, den spralliga tusenfotingen, ISBN 91-570-0519-2
- Trippeltrappel und das Geburtstagsgeschenk
  - 1990: Trippeltrappel och födelsedagsöverraskningen, ISBN 91-570-0520-6
- Das Geheimnis des schwarzen Pferdchens
- Zizzi, der kleine Zaunkönig
- Die Elfenkönigin. Eine romantische Märchendichtung 1
- Der Lilienelf. Eine romantische Märchendichtung 2.
- Karo, der Clown
- Karo, der Clown und Hopsi
- Karo, der Clown, hat einen Traum.
- Muck, der Wichtel, lädt zum Sängerball.
- Ich bin der kleine Sandmann und komme auch zu dir
- Zwischen gestern und morgen
- Susibert von Rittersporn. Der kleine Ritter auf leisen Sohlen. Ein Märchen.
- Muck, der Wichtel, geht auf Schatzsuche
- Die Igelfamilie. Verse.
  - 1988: Familjen Igelkott, ISBN 91-570-0321-1
- Muck, der Wichtel, hilft Familie Hase
- Muck, der Wichtel, beim Wichtelkönig
  - 1990: Trollet Truls på fest hos kungen, ISBN 91-570-0521-4
- 1991: Muck, der Wichtel, geht zur Schule. 
  - 1986: Trollet Truls börjar skolan, ISBN 91-570-0319-X
- Muck, der Wichtel, hat Geburtstag
- Muck, der Wichtel, im Silberberg
  - 1990: Trollet Truls och silverskatten, ISBN 91-570-0522-2
- Muck, der Wichtel, und der dicke Tobi
- Muck, der Wichtel, und seine Streiche
  - 1986: Trollet Truls hittar på bus, ISBN 91-570-0318-1
- Muck, der Wichtel, geht auf Reisen
- Muck, der Wichtel, beim Sportfest.
- Kunterbunte Märchenstunde
- Muck, der Wichtel, beim Walddoktor.
- Weihnachtlicher Lichterbogen. Kleine Poesie
- Wichtel Muck feiert Weihnachten. Die Weihnachtserlebnisse von Wichtel Muck.
- Worte der Trauer in der Erkenntnis des Trostes
- Das große Wichtel Muck-Buch. Die schönsten Geschichten des kleinen, lustigen Wichtelmannes.
- Worte wie Blütenblätter. Gedichte
- Unter dem Weihnachtsbaum. Kleine Poesie und Prosa.
- Muck, der Wichtel, und seine Abenteuer